# Kesang Choden
Ashi Kesang Choden do Butão (21 de maio de 1930) é avó do atual monarca de Butão Jigme Khesar Namgyal Wangchuck. Ela participa de deveres reais de sua própria vontade. Ela é a única, rainha-avó do mundo. 

## Educação
Ela foi educado no Convento St. Joseph, Kalimpong, Índia, bem como a Casa da Cidadania, Londres.

## Casamento e Família
Ela tornou-se rainha consorte do Butão em 1952, quando ela seu marido, o rei Jigme Dorji Wangchuck subiu ao trono após a morte de seu pai. Em 1954 ela estava esperando seu primeiro filho. A rainha anterior Phuntsho Choden, sua serva, e o médico do Butão Phenchun ajudou a entregar a filha.

## Deveres reais
Em 1972, ela foi nomeada regente quando o marido estava doente. A rainha também tem sido um patrono das orações anuais realizadas para o bem-estar e segurança do Rei, o país e as pessoas. Ela também tem um grande interesse em preservar a arte única, a arquitectura e património cultural de Butão e na promoção da investigação e estudos sobre o reino. Ela costuma visitar lugares religiosos no Butão e Índia.

## Patrocínios
- Patrono da Fundação Butão.
- Honorário Vice-Presidente da Sociedade Siam (Bangkok).

## Títulos, estilos, e honras

### Títulos e estilos
- 21 de maio de 1930 - 5 de outubro de 1951: Ashi Kesang Choden.
- 5 de outubro de 1951 - 30 de março de 1952: Sua Alteza Real Ashi Kesang Choden Wangchuk
- 30 de março de 1952 - 21 de julho de 1972: Sua Majestade a rainha do Butão
- 22 de abril de 1972 - 21 de julho de 1972: Sua Majestade a rainha Regente do Butão
- 21 de julho de 1972 - 9 de dezembro 2006: Sua Majestade a rainha-mãe do Butão
- 9 de dezembro de 2006 - presente: Sua Majestade a rainha-avó do Butão

### Honras

#### Honras nacionais
- : Medalha da Posse do Rei Jigme Singye Wangchuck (2 de Junho 1974).
- : Medalha Comemorativa do jubileu de prata do rei Jigme Singye Wangchuck (2 Junho de 1999).
- : Medalha da Posse do Rei Jigme Khesar Namgyal Wangchuck (6 de novembro de 2008).
- : Ordem do Rei Dragão (Druk Gyalpo), Primeira Classe (16 de novembro de 2008). [4]
- : Medalha Comemorativa do 60º Aniversário do Rei Jigme Singye (11 de novembro de 2015).